# Daydreaming (canción de Paramore)
«Daydreaming» —en español: «Soñando despierto»— es una canción interpretada por la banda estadounidense Paramore. Es la primera canción en haber sido dada a conocer del disco homónimo a la agrupación. La canción fue grabada con el productor Justin Meldal-Johnsen en abril de 2012.
Únicamente en Reino Unido, «Daydreaming »fue lanzado como sencillo en promo CD el 2 de diciembre de 2013, convirtiéndose en el tercer sencillo británico del disco. Un video musical para la canción fue lanzado en noviembre.

## Video musical
El video musical para «Daydreaming» fue estrenado el 5 de noviembre de 2013. Muestra el viaje que dos chicas realizan para asistir a un show de Paramore; se ven también imágenes de dos de los conciertos del 2013 European Fall Tour, ambos en Londres.